# Hansol Korea Open 2006
L'Hansol Korea Open 2006 è stato un torneo di tennis giocato sul cemento. È stata la 3ª edizione del Hansol Korea Open, che fa parte della categoria Tier IV nell'ambito del WTA Tour 2006. Si è giocato al Seoul Olympic Park Tennis Center di Seul in Corea del Sud, dal 25 settembre al 1º ottobre 2006.

## Campionesse

### Singolare
Eléni Daniilídou ha battuto in finale  Ai Sugiyama con il punteggio di 6–3, 2–6, 7–6(3)

### Doppio
Virginia Ruano Pascual /  Paola Suárez hanno battuto in finale  Chuang Chia-jung /  Mariana Díaz Oliva con il punteggio di 6–2, 6–3